# Klein Ilde
Klein Ilde ist ein Ortsteil der Stadt Bockenem in Niedersachsen. Das Dorf hatte am 1. Oktober 2011 57 Einwohner. Es liegt 6,5 km entfernt westlich von Bockenem und 8,5 km entfernt von der östlich verlaufenden A 7. 
Klein Ilde liegt nordwestlich des Ortsteils Groß Ilde. Am südlichen Ortsrand fließt die Lamme, ein Nebenfluss der Innerste.
Klein Ilde hat die telefonische Vorwahl von Bodenburg.

## Geschichte
Am 1. März 1974 wurde Klein Ilde in die Stadt Bockenem eingegliedert.

## Politik
Aufgrund seiner geringen Einwohnerzahl wird Klein Ilde nicht von einem Ortsrat, sondern von einem Ortsvorsteher vertreten. Aktuell ist Karl-Heinz Hodur (SPD) in dieser Funktion.